# マッドリブ
マッドリブ（Madlib、本名Otis Jackson, Jr.、1973年10月24日 - ）は、アメリカのミュージシャン、音楽プロデューサー。カリフォルニア州オークランド生まれ。アメリカのアンダーグラウンドヒップホップ界で著名なプロデューサー（トラックメーカー）である。

## 生い立ち
マッドリブはオークランドで生まれてすぐ、同じカリフォルニア州のオックスナードに移住した。家族全員がミュージシャンであったという。

## 音楽活動
マッドリブ（Madlib）として初めて仕事をしたのは1993年（20歳のとき）、ロサンゼルスにおいてザ・アルカホリクス（The Alkaholiks）の『21 & Over』という作品中の曲をプロデュースしたときのことであった。プロデューサーとして有名になり始めたのは、ロサンゼルスを拠点に活動するヒップホップのインディーレーベル「ストーンズ・スロウ・レコーズ（Stones Throw Records）」との契約後の1999年、ルートパック（Lootpack）の『Soundpieces: Da Antidote』をプロデュースしてからのことであった。
翌2000年、同じく「ストーンズ・スロウ・レコーズ」からカジモト（Quasimoto）という名義でリリースした『The Unseen』は、異彩を放った作品であった。ヘリウムガスで変調をかけられたラップは、強烈な個性を際立たせることに成功し、定型のフォームからは逸脱したものであった。
以来マッドリブ（Madlib）をはじめ、カジモト（Quasimoto）、イエスタデイズ・ニュー・クインテット（Yesterdays New Quintet）、DJレルズ（DJ Rels）、ヤング・ジャズ・レベルズ（Young Jazz Rebels）等、プロジェクトごとに名称を使い分けている。「ジャズの若き反逆者たち（Young Jazz Rebels）」というグループ名が物語っているように、ジャズもまたテーマのひとつとして設定されている。
2003年、マッドリブは「ブルーノート・レコード」から全音源を預けられ、新たな視点からブルーノートを構築し直すことを試みた。それが『ブルーノート帝国への侵略（Shades Of Blue）』という作品である。マッドリブは、膨大な音源から主にアンドリュー・ヒル、ボビー・ハッチャーソン、ホレス・シルヴァー、ウェイン・ショーター、ハービー・ハンコック、ジーン・ハリス、ドナルド・バード、ロニー・フォスター、ルーベン・ウィルソン、ボビー・ハンフリー等、新旧ミュージシャンの音源を抽出し、場合によっては生演奏を全面的に重ねることによってまったく新しいヴァージョンへと転化させ、また時にはオリジナル音源を抽出し、それらを組み合わせることで新たなブルーノート・サウンドを再構築している。
同2003年、マッドリブは、ふたつの共同プロジェクトを発表した。ひとつめ、J・ディラとの共同プロジェクトにおいて彼らはジェイリブ（Jaylib）と名乗って『Champion Sound』というアルバムを制作した。ふたつめ、ラッパーのMFドゥーム（MF Doom）との共同プロジェクトにおいて彼らはマッドヴィリアン（Madvillain）と名乗った。以降も断続的に共同プロジェクトを手掛けている。
2010年、マッドリブは〈Madlib Medicine Show〉というシリーズのアルバム集を制作するために「Madlib Invazion」というレーベルを発足させた。〈Madlib Medicine Show〉が完結した後も、同レーベルからアルバムが発行され続けている。
2025年1月に発生した南カリフォルニアの山火事によって自宅と数十年分の音楽、機材を失ったことを自身のInstagramで明かした。

## ディスコグラフィ

### ソロ作品
- Quasimoto名義, The Unseen (Stones Throw), CD/LP（2000年）
- Madlib名義, Madlib Invazion (Stones Throw), EP（2000年）
- Madlib名義, Madlib Remixes (No Label), EP（2000年）
- Yesterdays New Quintet名義, Angles Without Edges (Stones Throw), CD/LP（2001年）
- Madlib名義, ブルーノート帝国への侵略 - Shades Of Blue (Blue Note), CD/LP（2003年）
- Yesterdays New Quintet名義, Stevie (Stones Throw), CD/LP（2004年）
- Monk Hughes名義, A Tribute to Brother Weldon (Stones Throw), CD/LP（2004年）
- DJ Rels名義, Theme For A Broken Soul (Stones Throw), CD/LP（2004年）
- Quasimoto名義, The Further Adventures of Lord Quas (Stones Throw), CD/LP（2005年）
- Sound Directions名義, The Funky Side of Life (Stones Throw), CD/LP（2005年）
- Yesterdays New Quintet名義, Yesterdays Universe (Stones Throw), CD/LP（2007年）
- Madlib名義, The Beat Konducta WLIB AM: King of the Wigflip (BBE), CD（2008年）
- The Last Electro-Acoustic Space Jazz & Percussion Ensemble名義, Miles Away (Stones Throw), CD/LP（2010年）
- Young Jazz Rebels名義, Slave Riot (Stones Throw), CD/LP（2010年）
- Yesterdays New QuintetのR.M.C.名義, Space & Time (Orochon), LP（2010年）（日本限定）
- Quasimoto名義, Yessir Whatever (Stones Throw), CD/LP（2013年）
- Madlib名義, Rock Konducta Part 1 & Part 2 (Madlib Invazion), 2CD/LP（2014年）

### シリーズ

#### Beat Konducta
- Madlib名義, Beat Konducta Vol. 0: Earth Sounds (Stones Throw)（2001年）
- Madlib名義, Beat Konducta Vol. 1-2: Movie Scenes (Stones Throw)（2006年）
- Madlib名義, Beat Konducta Vol. 3-4: Beat Konducta in India (Stones Throw)（2007年）
- Madlib名義, Beat Konducta Vol. 5-6: A Tribute to... (Stones Throw)（2009年）

#### Madlib Medicine Show
- Madlib名義, Madlib Medicine Show #3: Beat Konducta in Africa (Madlib Invazion)（2010年）
- MadlibとYesterdays New Quintetの両名義, Madlib Medicine Show #7: High Jazz (Madlib Invazion)（2010年）
- Madlib名義, Madlib Medicine Show #8: Advanced Jazz (Madlib Invazion)（2010年）

### 共作
- Lootpack名義（WildchildおよびDJ Romesとのグループ）, Soundpieces: Da Antidote, CD/LP (Stones Throw)（1999年）
- Jaylib名義（J・ディラとの共作）, Champion Sound, CD/LP (Stones Throw)（2003年）
- Madvillain名義（MF Doomとの共作）, Madvillainy, CD/LP (Stones Throw)（2004年）
- タリブ・クウェリとの共作, Liberation, CD/LP (Blacksmith Music)（2007年）
- Jackson Conti名義（アジムスのIvan Contiとの共作）, Sujinho, CD(Mochilla)/LP(Kindred Spirits)（2008年）
- Madvillain名義（MF Doomとの共作）, Madvillainy 2: The Madlib Remix, CD/LP (Stones Throw)（2008年）
- Freddie Gibbsとの共作, Piñata, CD/LP (Madlib Invazion)（2014年）
- MEDおよびBluとの共作, Bad Neighbor, CD/LP (Bang Ya Head)（2015年）

### その他プロデュース
- Dudley Perkins - A Lil' Light, CD/LP （2003年）
- Wildchild - Secondary Protocol, (6 songs) CD/LP （2003年）
- Oh No - The Disrupt, (5 Songs) CD/LP （2004年）
- MED - Push Comes To Shove, (11 Songs) CD/LP （2005年）

## トリビア
- 日本通であり、世界中の町でどこが最も印象に残っているかと聞かれ 「なんと言っても京都の嵐山は神秘的だから好きだ」 と答えている。
- マクドナルドのドライブスルーのマイクに話すのも照れるほどの恥ずかしがり屋で、カジモトでラップする時にピッチをあげるのも自分の声が嫌いだからである。